# Thed Björk

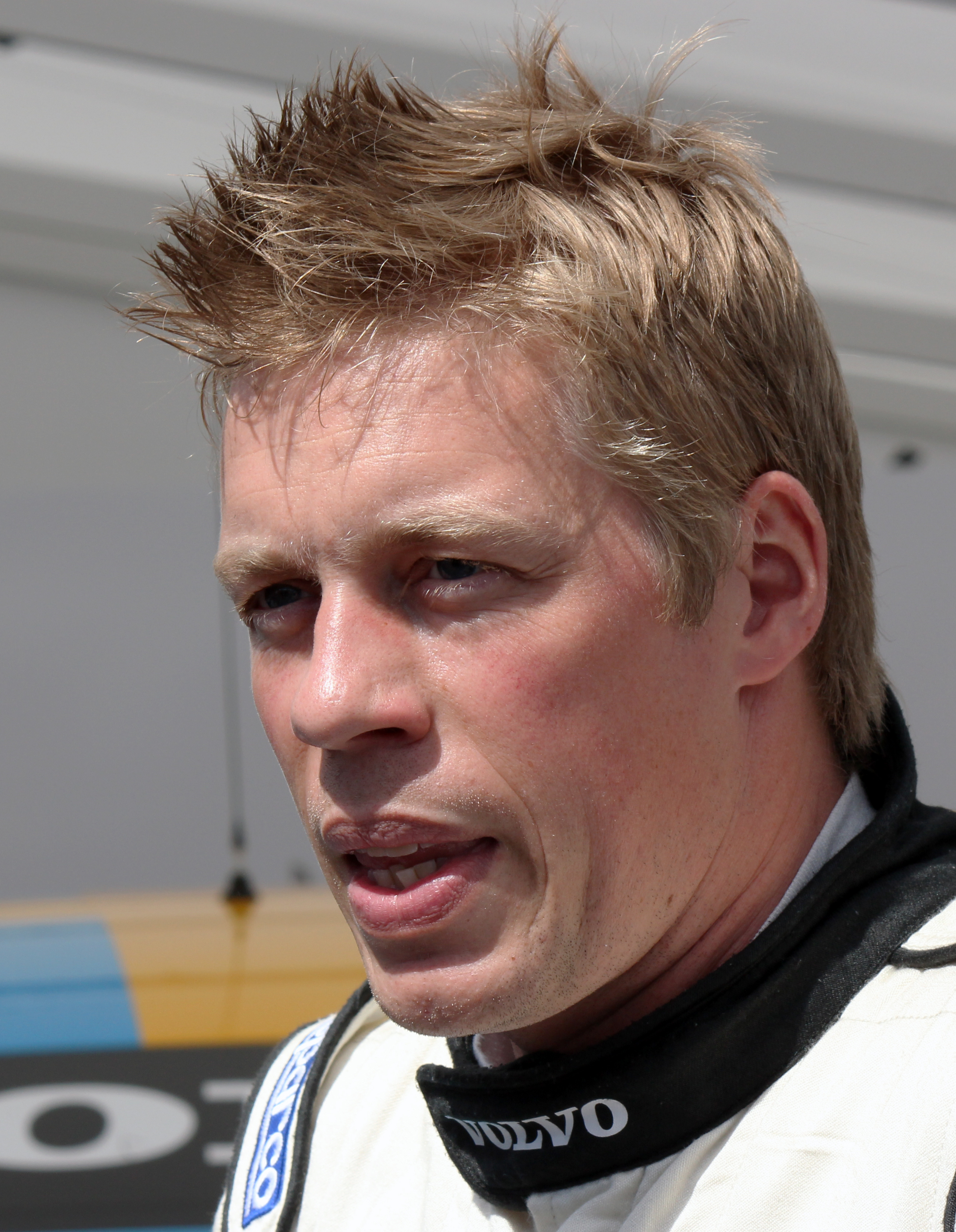
Thed Björk in 2012.

Thed Björk (Vretstorp, 14 december 1980) is een Zweeds autocoureur. In 2006 won hij het Swedish Touring Car Championship en in 2013 het Scandinavian Touring Car Championship.

## Carrière
Björk bleef tot 1997 actief in het karting, waarna hij ging rijden in de Zweedse en Noordse Formule 3-kampioenschappen, waarbij hij beide titels behaalde in 1999. In 2000 stapte hij over naar de Verenigde Staten, waar hij ging rijden in de Barber Dodge Pro Series. Hij behaalde hier één pole position, het ronderecord op de Mid-Ohio Sports Car Course en twee snelste ronden. Zijn beste resultaat was een vierde plaats, waardoor hij als tiende in het kampioenschap eindigde.
In 2001 nam Björk deel aan verschillende kampioenschappen, waarbij hij zich vooral concentreerde op het FIA Sportscar Championship in de SR2-klasse voor het team Sportscar Racing Team Sweden, waarmee hij kampioen werd samen met Larry Oberto. Ook eindigde hij als derde in de Zweedse GT, waar hij in elf van de twaalf races op het podium stond. Ook maakte zijn debuut in het STCC, waarbij hij Kristoffersson Motorsport-coureur Roberto Colciago voor één weekend verving. In een van de twee races eindigde hij hier als tweede. Ook reed hij in de 24 uur van Daytona, waar hij pole position behaalde in zijn klasse maar vanaf de leidende positie uitviel door een probleem met zijn versnellingsbak.
In 2002 reed Björk de tweede helft van het seizoen in de Formule 3000 voor het team Coca-Cola Nordic Racing, maar scoorde geen punten. Ook eindigde hij als vijftiende overall en als twaalfde in de LMP900-klasse in de 24 uur van Le Mans voor het team Courage Compétition.
In 2003 keerde Björk terug naar Zweden in de GTR, waarbij hij de titel behaalde in een Chrysler Viper GTS-R. Hij won alle races die hij startte, slechts één race waarin hij niet startte voorkwam dat hij alle races won. De GTR stopte echter aan het eind van het seizoen, waardoor Björk zonder zitje kwam te zitten.
Nadat Niklas Lovén en het STCC-BMW-fabrieksteam WestCoast Racing hun wegen scheidden tijdens het seizoen 2004, werd Björk opgeroepen als zijn vervanger. Hij behaalde twee podiumplaatsen en eindigde als elfde in het kampioenschap. In 2005 bleef hij voor dit team rijden, waarbij hij twee races en zes podiumplaatsen behaalde, waardoor hij als tweede in het kampioenschap eindigde.
In 2006 tekende Björk voor het Audi-team Kristoffersson Motorsport, waar hij ook in 2001 voor reed. Na een overwinning in de eerste race van het seizoen pakte hij de leiding in het kampioenschap om deze niet meer af te staan, waardoor hij de titel behaalde met drie overwinningen en zes podiumplaatsen.
Toen DTM-Audi-coureur Nicolas Kiesa geblesserd raakte in een motorcrossongeluk met twee races te gaan werd Björk opgeroepen als zijn vervanger. In een oude auto uit 2004 werd hij derde in de eerste vrije training, zijn eerste keer in de auto, maar zakte later terug in de achterhoede. Er gingen geruchten dat hij in 2007 voor het Audi-team zou rijden, maar dit bleek niet waar te zijn.
In 2007 keerde Björk terug in het STCC, waarbij hij bleef rijden voor Kristoffersson Motorsport. Hij behaalde vier podiumplaatsen, waarvan één overwinning op de Falkenbergs Motorbana, waardoor hij als vierde in het kampioenschap eindigde.
In 2008 stapte Björk binnen het STCC over naar het team Honda Racing, waarbij hij naast Tomas Engström kwam te rijden. Met drie overwinningen en zes podiumplaatsen uit elf races eindigde hij als derde in het kampioenschap achter Richard Göransson en Fredrik Ekblom.
In 2009 bleef Björk in het STCC rijden, maar nu voor het team Flash Engineering. Ondanks dat hij geen overwinningen wist te behalen, eindigde hij als tweede in het kampioenschap met negen podiumplaatsen en evenveel punten als kampioen Tommy Rustad, die uiteindelijk het kampioenschap won omdat hij meer overwinningen had dan Björk.
In 2010 bleef Björk rijden voor Flash Engineering. Met twee overwinningen op de Jyllands-Ringen en de Ring Knutstorp en vijf podiumplaatsen eindigde hij als vijfde in het kampioenschap. Aangezien sommige raceweekenden ook deel uitmaakten van het Danish Touringcar Championship, nam hij ook hier aan deel, waarbij hij één overwinning behaalde en als zesde in het kampioenschap eindigde.
In 2011 reed Björk in de Zweedse Camaro Cup, waarin hij met vijf overwinningen en negen podiumplaatsen uit twaalf races kampioen werd. Ook nam hij deel aan het laatste raceweekend in de combinatie van het STCC en het DTC, genaamd het Scandinavian Touring Car Championship, op Mantorp Park. Hij eindigde hier in beide races als zevende, waardoor hij twintigste werd in het kampioenschap.
In 2012 stapte Björk over naar de nieuwe TTA – Racing Elite League, waar hij ging rijden voor Volvo Polestar Racing. Met twee overwinningen eindigde hij als derde in het kampioenschap achter zijn teamgenoot Fredrik Ekblom en Linus Ohlsson.
In 2013 ging de TTA over in het Scandinavian Touring Car Championship, waar Björk aan deelnam voor Polestar. Met acht overwinningen werd hij ruim kampioen. Door zijn prestaties mocht hij ook deelnemen aan het raceweekend op het Shanghai International Circuit in het World Touring Car Championship voor Polestar. In de eerste race ging hij door problemen niet van start, terwijl hij in de tweede race als vijftiende eindigde.